# ألان ليند
ألان ليند (بالإنجليزية: Alan Lind)‏ هو أستاذ مدرسة وسياسي أسترالي، ولد في 20 أبريل 1913 في محافظة بايرنسدال في أستراليا، وتوفي في 5 ديسمبر 1988. انتخب عضو الجمعية التشريعية فيكتوريا عن دائرة داندينونج ‏ (16 ديسمبر 1969 – 4 مايو 1979) وانتخب عضو الجمعية التشريعية فيكتوريا عن دائرة Electoral district of Mildura ‏ (6 ديسمبر 1952 – 27 مايو 1955).